# 227 Pułk Lotniczy
227 pułk lotniczy (ang. 227th Aviation Regiment) − oddział wojsk lotniczych armii Stanów Zjednoczonych, związany z 1 Dywizją Kawalerii, stacjonujący w Fort Hood w Teksasie.

## Struktura organizacyjna
Skład 2020
- 1 batalion „Attack”
- 2 batalion „Lobos”
- 3 batalion „SpearHead”
- 4 batalion „Guns”